# Tour de Suisse 2022
Tour de Suisse 2022 – 85. edycja wyścigu kolarskiego Tour de Suisse, która odbyła się w dniach od 12 do 19 czerwca 2022 na liczącej ponad 1339 kilometrów trasie składającej się z 8 etapów i biegnącej ze szwajcarskiego Küsnacht do Vaduz w Liechtensteinie. Impreza kategorii 2.UWT była częścią UCI World Tour 2022.

## Etapy
| Etap | Data   | Start – Meta        | type                       | Dystans (km) | Suma wzniesień (m) | Zwycięzca etapu    | Lider            |
| ---- | ------ | ------------------- | -------------------------- | ------------ | ------------------ | ------------------ | ---------------- |
| 1    | 12 cze | Küsnacht – Küsnacht | pagórkowaty                | 178          | 2746 m             | Stephen Williams   | Stephen Williams |
| 2    | 13 cze | Küsnacht – Aesch    | pagórkowaty                | 199          | 2746 m             | Andreas Leknessund | Stephen Williams |
| 3    | 14 cze | Aesch – Grenchen    | górzysty                   | 177          | 3125 m             | Peter Sagan        | Stephen Williams |
| 4    | 15 cze | Grenchen – Brunnen  | pagórkowaty                | 191          | 2062 m             | Daryl Impey        | Stephen Williams |
| 5    | 16 cze | Ambrì – Novazzano   | górzysty                   | 193          | 2610 m             | Aleksandr Własow   | Aleksandr Własow |
| 6    | 17 cze | Locarno – Moosalp   | górski                     | 180          | 4155 m             | Nico Denz          | Jakob Fuglsang   |
| 7    | 18 cze | Ambrì – Malbun      | górski                     | 196          | 3881 m             | Thibaut Pinot      | Sergio Higuita   |
| 8    | 19 cze | Vaduz – Vaduz       | jazda indywidualna na czas | 25,6         | 131 m              | Remco Evenepoel    | Geraint Thomas   |

## Uczestnicy

### Drużyny
| WorldTeams (18)- AG2R Citroën Team - Astana Qazaqstan Team - Bahrain Victorious - Bora-Hansgrohe - Cofidis - EF Education-EasyPost - Groupama-FDJ - Ineos Grenadiers - Intermarché-Wanty-Gobert Matériaux - Israel-Premier Tech - Jumbo-Visma - Lotto-Soudal - Movistar Team - Quick-Step Alpha Vinyl - BikeExchange-Jayco - Team DSM - Trek-Segafredo - UAE Team Emirates ProTeams (3)- Alpecin-Fenix - Human Powered Health - TotalEnergies Reprezentacja- Szwajcaria |
| |

### Lista startowa
| Ineos Grenadiers IGD | Ineos Grenadiers IGD               | Ineos Grenadiers IGD |
| -------------------- | ---------------------------------- | -------------------- |
| Nr                   | Kolarz                             | Miejsce              |
| 1                    | Adam Yates (GBR)                   | DNS-5                |
| 2                    | Daniel Felipe Martínez (COL) (ITT) | 8.                   |
| 3                    | Thomas Pidcock (GBR)               | DNS-6                |
| 4                    | Luke Rowe (GBR)                    | DNF-7                |
| 5                    | Omar Fraile (ESP) (szosa)          | DNS-8                |
| 6                    | Dylan van Baarle (NED)             | 55.                  |
| 7                    | Geraint Thomas (GBR)               | 1.                   |

| AG2R Citroën Team ACT | AG2R Citroën Team ACT     | AG2R Citroën Team ACT |
| --------------------- | ------------------------- | --------------------- |
| Nr                    | Kolarz                    | Miejsce               |
| 11                    | Benoît Cosnefroy (FRA)    | 62.                   |
| 12                    | Clément Champoussin (FRA) | 26.                   |
| 13                    | Clément Berthet (FRA)     | 22.                   |
| 14                    | Nicolas Prodhomme (FRA)   | 36.                   |
| 15                    | Bob Jungels (LUX)         | 6.                    |
| 16                    | Michael Schär (SUI)       | 33.                   |
| 17                    | Larry Warbasse (USA)      | DNS-8                 |

| Astana Qazaqstan Team AST | Astana Qazaqstan Team AST | Astana Qazaqstan Team AST |
| ------------------------- | ------------------------- | ------------------------- |
| Nr                        | Kolarz                    | Miejsce                   |
| 21                        | Aleksiej Łucenko (KAZ)    | 19.                       |
| 22                        | Manuele Boaro (ITA)       | DNF-6                     |
| 23                        | Jewgienij Fiodorow (KAZ)  | DNS-5                     |
| 24                        | Dmitrij Gruzdiew (KAZ)    | 50.                       |
| 25                        | Antonio Nibali (ITA)      | 60.                       |
| 26                        | Leonardo Basso (ITA)      | DNF-2                     |
| 27                        | Gianni Moscon (ITA)       | 59.                       |

| Bahrain Victorious TBV | Bahrain Victorious TBV      | Bahrain Victorious TBV |
| ---------------------- | --------------------------- | ---------------------- |
| Nr                     | Kolarz                      | Miejsce                |
| 31                     | Gino Mäder (SUI)            | DNS-5                  |
| 32                     | Johan Price-Pejtersen (DEN) | DNS-6                  |
| 33                     | Yukiya Arashiro (JPN)       | DNS-6                  |
| 34                     | Hermann Pernsteiner (AUT)   | DNS-5                  |
| 35                     | Edoardo Zambanini (ITA)     | DNS-6                  |
| 36                     | Stephen Williams (GBR)      | DNS-6                  |
| 37                     | Filip Maciejuk (POL)        | DNS-6                  |

| BikeExchange-Jayco BEX | BikeExchange-Jayco BEX | BikeExchange-Jayco BEX |
| ---------------------- | ---------------------- | ---------------------- |
| Nr                     | Kolarz                 | Miejsce                |
| 41                     | Michael Matthews (AUS) | 21.                    |
| 43                     | Damien Howson (AUS)    | DNF-5                  |
| 44                     | Jan Maas (NED)         | DNS-4                  |
| 45                     | Jack Bauer (NZL)       | 52.                    |
| 46                     | Cameron Meyer (AUS)    | DNF-5                  |
| 47                     | Dion Smith (NZL)       | 38.                    |

| Bora-Hansgrohe BOH | Bora-Hansgrohe BOH                  | Bora-Hansgrohe BOH |
| ------------------ | ----------------------------------- | ------------------ |
| Nr                 | Kolarz                              | Miejsce            |
| 51                 | Aleksandr Własow (RUS) (ITT)        | DNS-6              |
| 52                 | Marco Haller (AUT)                  | DNS-7              |
| 53                 | Sergio Higuita (COL) (szosa)        | 2.                 |
| 54                 | Anton Palzer (GER)                  | DNS-6              |
| 55                 | Maximilian Schachmann (GER) (szosa) | 10.                |
| 56                 | Felix Großschartner (AUT)           | 7.                 |
| 57                 | Frederik Wandahl (DEN)              | DNS-4              |

| Cofidis COF | Cofidis COF              | Cofidis COF |
| ----------- | ------------------------ | ----------- |
| Nr          | Kolarz                   | Miejsce     |
| 61          | Ion Izagirre (ESP) (ITT) | 34.         |
| 62          | Sander Armée (BEL)       | DNS-7       |
| 63          | Bryan Coquard (FRA)      | 53.         |
| 64          | José Herrada (ESP)       | 23.         |
| 65          | Tom Bohli (SUI)          | 74.         |
| 66          | Rémy Rochas (FRA)        | 27.         |
| 67          | Davide Villella (ITA)    | DNF-3       |

| Team DSM DSM | Team DSM DSM               | Team DSM DSM |
| ------------ | -------------------------- | ------------ |
| Nr           | Kolarz                     | Miejsce      |
| 71           | Søren Kragh Andersen (DEN) | DNS-5        |
| 72           | Thymen Arensman (NED)      | DNF-4        |
| 73           | Nikias Arndt (GER)         | 29.          |
| 74           | Andreas Leknessund (NOR)   | 13.          |
| 75           | Cees Bol (NED)             | DNS-5        |
| 76           | Nico Denz (GER)            | 47.          |
| 77           | Casper Pedersen (DEN)      | DNS-5        |

| EF Education-EasyPost EFE | EF Education-EasyPost EFE | EF Education-EasyPost EFE |
| ------------------------- | ------------------------- | ------------------------- |
| Nr                        | Kolarz                    | Miejsce                   |
| 81                        | Rigoberto Urán (COL)      | DNS-6                     |
| 82                        | Stefan Bissegger (SUI)    | DNS-6                     |
| 83                        | Alberto Bettiol (ITA)     | DNS-6                     |
| 84                        | Hugh Carthy (GBR)         | DNS-6                     |
| 85                        | Neilson Powless (USA)     | 4.                        |
| 86                        | Jonas Rutsch (GER)        | 39.                       |
| 87                        | Thomas Scully (NZL)       | DNF-5                     |

| Groupama-FDJ GFC | Groupama-FDJ GFC                | Groupama-FDJ GFC |
| ---------------- | ------------------------------- | ---------------- |
| Nr               | Kolarz                          | Miejsce          |
| 91               | Thibaut Pinot (FRA)             | 14.              |
| 92               | Antoine Duchesne (CAN)          | 43.              |
| 93               | Stefan Küng (SUI) (szosa i ITT) | 5.               |
| 94               | Quentin Pacher (FRA)            | DNS-7            |
| 95               | Matteo Badilatti (SUI)          | 41.              |
| 96               | Sébastien Reichenbach (SUI)     | 12.              |
| 97               | Lewis Askey (GBR)               | 72.              |

| Intermarché-Wanty-Gobert Matériaux IWG | Intermarché-Wanty-Gobert Matériaux IWG | Intermarché-Wanty-Gobert Matériaux IWG |
| -------------------------------------- | -------------------------------------- | -------------------------------------- |
| Nr                                     | Kolarz                                 | Miejsce                                |
| 101                                    | Alexander Kristoff (NOR)               | 71.                                    |
| 102                                    | Andrea Pasqualon (ITA)                 | 31.                                    |
| 103                                    | Simone Petilli (ITA)                   | DNS-6                                  |
| 104                                    | Adrien Petit (FRA)                     | 75.                                    |
| 105                                    | Baptiste Planckaert (BEL)              | 66.                                    |
| 106                                    | Domenico Pozzovivo (ITA)               | 9.                                     |
| 107                                    | Georg Zimmermann (GER)                 | DNF-6                                  |

| Israel-Premier Tech IPT | Israel-Premier Tech IPT | Israel-Premier Tech IPT |
| ----------------------- | ----------------------- | ----------------------- |
| Nr                      | Kolarz                  | Miejsce                 |
| 111                     | Jakob Fuglsang (DEN)    | 3.                      |
| 112                     | Patrick Bevin (NZL)     | 51.                     |
| 113                     | Reto Hollenstein (SUI)  | DNS-6                   |
| 114                     | Hugo Houle (CAN)        | 15.                     |
| 115                     | Daryl Impey (RSA)       | DNS-8                   |
| 116                     | Krists Neilands (LAT)   | 37.                     |
| 117                     | Sebastian Berwick (AUS) | DNS-6                   |

| Jumbo-Visma TJV | Jumbo-Visma TJV           | Jumbo-Visma TJV |
| --------------- | ------------------------- | --------------- |
| Nr              | Kolarz                    | Miejsce         |
| 121             | Rohan Dennis (AUS) (ITT)  | DNS-5           |
| 122             | Robert Gesink (NED)       | DNS-5           |
| 123             | Pascal Eenkhoorn (NED)    | DNS-5           |
| 124             | Sepp Kuss (USA)           | DNS-5           |
| 125             | Sam Oomen (NED)           | DNS-5           |
| 126             | Timo Roosen (NED) (szosa) | DNS-5           |
| 127             | Mike Teunissen (NED)      | DNS-5           |

| Lotto-Soudal LTS | Lotto-Soudal LTS       | Lotto-Soudal LTS |
| ---------------- | ---------------------- | ---------------- |
| Nr               | Kolarz                 | Miejsce          |
| 131              | Thomas De Gendt (BEL)  | DNF-7            |
| 132              | Kamil Małecki (POL)    | DNF-3            |
| 133              | Philippe Gilbert (BEL) | 42.              |
| 134              | Matthew Holmes (GBR)   | 40.              |
| 135              | Andreas Kron (DEN)     | 16.              |
| 136              | Sylvain Moniquet (BEL) | 30.              |
| 137              | Brent Van Moer (BEL)   | 48.              |

| Movistar Team MOV | Movistar Team MOV     | Movistar Team MOV |
| ----------------- | --------------------- | ----------------- |
| Nr                | Kolarz                | Miejsce           |
| 141               | Alex Aranburu (ESP)   | DNS-6             |
| 142               | Johan Jacobs (SUI)    | 65.               |
| 143               | Antonio Pedrero (ESP) | 18.               |
| 144               | Nelson Oliveira (POR) | 25.               |
| 145               | Óscar Rodríguez (ESP) | 28.               |
| 146               | Gonzalo Serrano (ESP) | DNF-6             |
| 147               | Albert Torres (ESP)   | 61.               |

| Quick-Step Alpha Vinyl QST | Quick-Step Alpha Vinyl QST | Quick-Step Alpha Vinyl QST |
| -------------------------- | -------------------------- | -------------------------- |
| Nr                         | Kolarz                     | Miejsce                    |
| 151                        | Remco Evenepoel (BEL)      | 11.                        |
| 152                        | Tim Declercq (BEL)         | 56.                        |
| 153                        | Kasper Asgreen (DEN)       | DNS-4                      |
| 154                        | Fausto Masnada (ITA)       | 20.                        |
| 155                        | Ilan Van Wilder (BEL)      | DNF-8                      |
| 156                        | James Knox (GBR)           | 73.                        |
| 157                        | Louis Vervaeke (BEL)       | DNS-6                      |

| Trek-Segafredo TFS | Trek-Segafredo TFS       | Trek-Segafredo TFS |
| ------------------ | ------------------------ | ------------------ |
| Nr                 | Kolarz                   | Miejsce            |
| 161                | Gianluca Brambilla (ITA) | DNS-6              |
| 162                | Dario Cataldo (ITA)      | DNF-2              |
| 163                | Markus Hoelgaard (NOR)   | 58.                |
| 164                | Alexander Kamp (DEN)     | 63.                |
| 165                | Simon Pellaud (SUI)      | 45.                |
| 166                | Quinn Simmons (USA)      | 44.                |
| 167                | Otto Vergaerde (BEL)     | DNS-5              |

| UAE Team Emirates UAD | UAE Team Emirates UAD | UAE Team Emirates UAD |
| --------------------- | --------------------- | --------------------- |
| Nr                    | Kolarz                | Miejsce               |
| 171                   | Marc Hirschi (SUI)    | DNS-6                 |
| 172                   | Alessandro Covi (ITA) | DNS-6                 |
| 173                   | Diego Ulissi (ITA)    | DNS-6                 |
| 174                   | Rui Costa (POR)       | DNS-6                 |
| 175                   | Marc Soler (ESP)      | DNS-6                 |
| 176                   | Joël Suter (SUI)      | DNS-6                 |
| 177                   | Matteo Trentin (ITA)  | DNS-6                 |

| Alpecin-Fenix AFC | Alpecin-Fenix AFC     | Alpecin-Fenix AFC |
| ----------------- | --------------------- | ----------------- |
| Nr                | Kolarz                | Miejsce           |
| 181               | Silvan Dillier (SUI)  | DNS-6             |
| 182               | Sjoerd Bax (NED)      | DNS-6             |
| 183               | Michael Gogl (AUT)    | DNS-5             |
| 184               | Jimmy Janssens (BEL)  | DNS-6             |
| 185               | Xandro Meurisse (BEL) | DNS-6             |
| 186               | Stefano Oldani (ITA)  | DNS-6             |
| 187               | Jay Vine (AUS)        | DNS-4             |

| Human Powered Health HPM | Human Powered Health HPM | Human Powered Health HPM |
| ------------------------ | ------------------------ | ------------------------ |
| Nr                       | Kolarz                   | Miejsce                  |
| 191                      | Kristian Aasvold (NOR)   | 54.                      |
| 192                      | Chad Haga (USA)          | 68.                      |
| 193                      | Ben King (USA)           | DNS-1                    |
| 194                      | Gavin Mannion (USA)      | 32.                      |
| 195                      | Kyle Murphy (USA)        | DNF-6                    |
| 196                      | Joseph Rosskopf (USA)    | DNF-5                    |
| 197                      | Keegan Swirbul (USA)     | 49.                      |

| TotalEnergies TEN | TotalEnergies TEN         | TotalEnergies TEN |
| ----------------- | ------------------------- | ----------------- |
| Nr                | Kolarz                    | Miejsce           |
| 201               | Maciej Bodnar (POL) (ITT) | DNF-6             |
| 202               | Mathieu Burgaudeau (FRA)  | 17.               |
| 203               | Lorrenzo Manzin (FRA)     | 76.               |
| 204               | Daniel Oss (ITA)          | 69.               |
| 205               | Paul Ourselin (FRA)       | 46.               |
| 206               | Peter Sagan (SVK) (szosa) | DNS-8             |
| 207               | Anthony Turgis (FRA)      | 67.               |

| Szwajcaria SUI | Szwajcaria SUI     | Szwajcaria SUI |
| -------------- | ------------------ | -------------- |
| Nr             | Kolarz             | Miejsce        |
| 211            | Robin Froidevaux   | 70.            |
| 212            | Claudio Imhof      | DNF-6          |
| 213            | Matthias Reutimann | 64.            |
| 214            | Lukas Rüegg        | DNF-7          |
| 215            | Roland Thalmann    | 24.            |
| 216            | Simon Vitzthum     | 57.            |
| 217            | Yannis Voisard     | 35.            |

| Ineos Grenadiers IGD | Ineos Grenadiers IGD               | Ineos Grenadiers IGD |
| -------------------- | ---------------------------------- | -------------------- |
| Nr                   | Kolarz                             | Miejsce              |
| 1                    | Adam Yates (GBR)                   | DNS-5                |
| 2                    | Daniel Felipe Martínez (COL) (ITT) | 8.                   |
| 3                    | Thomas Pidcock (GBR)               | DNS-6                |
| 4                    | Luke Rowe (GBR)                    | DNF-7                |
| 5                    | Omar Fraile (ESP) (szosa)          | DNS-8                |
| 6                    | Dylan van Baarle (NED)             | 55.                  |
| 7                    | Geraint Thomas (GBR)               | 1.                   |

| AG2R Citroën Team ACT | AG2R Citroën Team ACT     | AG2R Citroën Team ACT |
| --------------------- | ------------------------- | --------------------- |
| Nr                    | Kolarz                    | Miejsce               |
| 11                    | Benoît Cosnefroy (FRA)    | 62.                   |
| 12                    | Clément Champoussin (FRA) | 26.                   |
| 13                    | Clément Berthet (FRA)     | 22.                   |
| 14                    | Nicolas Prodhomme (FRA)   | 36.                   |
| 15                    | Bob Jungels (LUX)         | 6.                    |
| 16                    | Michael Schär (SUI)       | 33.                   |
| 17                    | Larry Warbasse (USA)      | DNS-8                 |

| Astana Qazaqstan Team AST | Astana Qazaqstan Team AST | Astana Qazaqstan Team AST |
| ------------------------- | ------------------------- | ------------------------- |
| Nr                        | Kolarz                    | Miejsce                   |
| 21                        | Aleksiej Łucenko (KAZ)    | 19.                       |
| 22                        | Manuele Boaro (ITA)       | DNF-6                     |
| 23                        | Jewgienij Fiodorow (KAZ)  | DNS-5                     |
| 24                        | Dmitrij Gruzdiew (KAZ)    | 50.                       |
| 25                        | Antonio Nibali (ITA)      | 60.                       |
| 26                        | Leonardo Basso (ITA)      | DNF-2                     |
| 27                        | Gianni Moscon (ITA)       | 59.                       |

| Bahrain Victorious TBV | Bahrain Victorious TBV      | Bahrain Victorious TBV |
| ---------------------- | --------------------------- | ---------------------- |
| Nr                     | Kolarz                      | Miejsce                |
| 31                     | Gino Mäder (SUI)            | DNS-5                  |
| 32                     | Johan Price-Pejtersen (DEN) | DNS-6                  |
| 33                     | Yukiya Arashiro (JPN)       | DNS-6                  |
| 34                     | Hermann Pernsteiner (AUT)   | DNS-5                  |
| 35                     | Edoardo Zambanini (ITA)     | DNS-6                  |
| 36                     | Stephen Williams (GBR)      | DNS-6                  |
| 37                     | Filip Maciejuk (POL)        | DNS-6                  |

| BikeExchange-Jayco BEX | BikeExchange-Jayco BEX | BikeExchange-Jayco BEX |
| ---------------------- | ---------------------- | ---------------------- |
| Nr                     | Kolarz                 | Miejsce                |
| 41                     | Michael Matthews (AUS) | 21.                    |
| 43                     | Damien Howson (AUS)    | DNF-5                  |
| 44                     | Jan Maas (NED)         | DNS-4                  |
| 45                     | Jack Bauer (NZL)       | 52.                    |
| 46                     | Cameron Meyer (AUS)    | DNF-5                  |
| 47                     | Dion Smith (NZL)       | 38.                    |

| Bora-Hansgrohe BOH | Bora-Hansgrohe BOH                  | Bora-Hansgrohe BOH |
| ------------------ | ----------------------------------- | ------------------ |
| Nr                 | Kolarz                              | Miejsce            |
| 51                 | Aleksandr Własow (RUS) (ITT)        | DNS-6              |
| 52                 | Marco Haller (AUT)                  | DNS-7              |
| 53                 | Sergio Higuita (COL) (szosa)        | 2.                 |
| 54                 | Anton Palzer (GER)                  | DNS-6              |
| 55                 | Maximilian Schachmann (GER) (szosa) | 10.                |
| 56                 | Felix Großschartner (AUT)           | 7.                 |
| 57                 | Frederik Wandahl (DEN)              | DNS-4              |

| Cofidis COF | Cofidis COF              | Cofidis COF |
| ----------- | ------------------------ | ----------- |
| Nr          | Kolarz                   | Miejsce     |
| 61          | Ion Izagirre (ESP) (ITT) | 34.         |
| 62          | Sander Armée (BEL)       | DNS-7       |
| 63          | Bryan Coquard (FRA)      | 53.         |
| 64          | José Herrada (ESP)       | 23.         |
| 65          | Tom Bohli (SUI)          | 74.         |
| 66          | Rémy Rochas (FRA)        | 27.         |
| 67          | Davide Villella (ITA)    | DNF-3       |

| Team DSM DSM | Team DSM DSM               | Team DSM DSM |
| ------------ | -------------------------- | ------------ |
| Nr           | Kolarz                     | Miejsce      |
| 71           | Søren Kragh Andersen (DEN) | DNS-5        |
| 72           | Thymen Arensman (NED)      | DNF-4        |
| 73           | Nikias Arndt (GER)         | 29.          |
| 74           | Andreas Leknessund (NOR)   | 13.          |
| 75           | Cees Bol (NED)             | DNS-5        |
| 76           | Nico Denz (GER)            | 47.          |
| 77           | Casper Pedersen (DEN)      | DNS-5        |

| EF Education-EasyPost EFE | EF Education-EasyPost EFE | EF Education-EasyPost EFE |
| ------------------------- | ------------------------- | ------------------------- |
| Nr                        | Kolarz                    | Miejsce                   |
| 81                        | Rigoberto Urán (COL)      | DNS-6                     |
| 82                        | Stefan Bissegger (SUI)    | DNS-6                     |
| 83                        | Alberto Bettiol (ITA)     | DNS-6                     |
| 84                        | Hugh Carthy (GBR)         | DNS-6                     |
| 85                        | Neilson Powless (USA)     | 4.                        |
| 86                        | Jonas Rutsch (GER)        | 39.                       |
| 87                        | Thomas Scully (NZL)       | DNF-5                     |

| Groupama-FDJ GFC | Groupama-FDJ GFC                | Groupama-FDJ GFC |
| ---------------- | ------------------------------- | ---------------- |
| Nr               | Kolarz                          | Miejsce          |
| 91               | Thibaut Pinot (FRA)             | 14.              |
| 92               | Antoine Duchesne (CAN)          | 43.              |
| 93               | Stefan Küng (SUI) (szosa i ITT) | 5.               |
| 94               | Quentin Pacher (FRA)            | DNS-7            |
| 95               | Matteo Badilatti (SUI)          | 41.              |
| 96               | Sébastien Reichenbach (SUI)     | 12.              |
| 97               | Lewis Askey (GBR)               | 72.              |

| Intermarché-Wanty-Gobert Matériaux IWG | Intermarché-Wanty-Gobert Matériaux IWG | Intermarché-Wanty-Gobert Matériaux IWG |
| -------------------------------------- | -------------------------------------- | -------------------------------------- |
| Nr                                     | Kolarz                                 | Miejsce                                |
| 101                                    | Alexander Kristoff (NOR)               | 71.                                    |
| 102                                    | Andrea Pasqualon (ITA)                 | 31.                                    |
| 103                                    | Simone Petilli (ITA)                   | DNS-6                                  |
| 104                                    | Adrien Petit (FRA)                     | 75.                                    |
| 105                                    | Baptiste Planckaert (BEL)              | 66.                                    |
| 106                                    | Domenico Pozzovivo (ITA)               | 9.                                     |
| 107                                    | Georg Zimmermann (GER)                 | DNF-6                                  |

| Israel-Premier Tech IPT | Israel-Premier Tech IPT | Israel-Premier Tech IPT |
| ----------------------- | ----------------------- | ----------------------- |
| Nr                      | Kolarz                  | Miejsce                 |
| 111                     | Jakob Fuglsang (DEN)    | 3.                      |
| 112                     | Patrick Bevin (NZL)     | 51.                     |
| 113                     | Reto Hollenstein (SUI)  | DNS-6                   |
| 114                     | Hugo Houle (CAN)        | 15.                     |
| 115                     | Daryl Impey (RSA)       | DNS-8                   |
| 116                     | Krists Neilands (LAT)   | 37.                     |
| 117                     | Sebastian Berwick (AUS) | DNS-6                   |

| Jumbo-Visma TJV | Jumbo-Visma TJV           | Jumbo-Visma TJV |
| --------------- | ------------------------- | --------------- |
| Nr              | Kolarz                    | Miejsce         |
| 121             | Rohan Dennis (AUS) (ITT)  | DNS-5           |
| 122             | Robert Gesink (NED)       | DNS-5           |
| 123             | Pascal Eenkhoorn (NED)    | DNS-5           |
| 124             | Sepp Kuss (USA)           | DNS-5           |
| 125             | Sam Oomen (NED)           | DNS-5           |
| 126             | Timo Roosen (NED) (szosa) | DNS-5           |
| 127             | Mike Teunissen (NED)      | DNS-5           |

| Lotto-Soudal LTS | Lotto-Soudal LTS       | Lotto-Soudal LTS |
| ---------------- | ---------------------- | ---------------- |
| Nr               | Kolarz                 | Miejsce          |
| 131              | Thomas De Gendt (BEL)  | DNF-7            |
| 132              | Kamil Małecki (POL)    | DNF-3            |
| 133              | Philippe Gilbert (BEL) | 42.              |
| 134              | Matthew Holmes (GBR)   | 40.              |
| 135              | Andreas Kron (DEN)     | 16.              |
| 136              | Sylvain Moniquet (BEL) | 30.              |
| 137              | Brent Van Moer (BEL)   | 48.              |

| Movistar Team MOV | Movistar Team MOV     | Movistar Team MOV |
| ----------------- | --------------------- | ----------------- |
| Nr                | Kolarz                | Miejsce           |
| 141               | Alex Aranburu (ESP)   | DNS-6             |
| 142               | Johan Jacobs (SUI)    | 65.               |
| 143               | Antonio Pedrero (ESP) | 18.               |
| 144               | Nelson Oliveira (POR) | 25.               |
| 145               | Óscar Rodríguez (ESP) | 28.               |
| 146               | Gonzalo Serrano (ESP) | DNF-6             |
| 147               | Albert Torres (ESP)   | 61.               |

| Quick-Step Alpha Vinyl QST | Quick-Step Alpha Vinyl QST | Quick-Step Alpha Vinyl QST |
| -------------------------- | -------------------------- | -------------------------- |
| Nr                         | Kolarz                     | Miejsce                    |
| 151                        | Remco Evenepoel (BEL)      | 11.                        |
| 152                        | Tim Declercq (BEL)         | 56.                        |
| 153                        | Kasper Asgreen (DEN)       | DNS-4                      |
| 154                        | Fausto Masnada (ITA)       | 20.                        |
| 155                        | Ilan Van Wilder (BEL)      | DNF-8                      |
| 156                        | James Knox (GBR)           | 73.                        |
| 157                        | Louis Vervaeke (BEL)       | DNS-6                      |

| Trek-Segafredo TFS | Trek-Segafredo TFS       | Trek-Segafredo TFS |
| ------------------ | ------------------------ | ------------------ |
| Nr                 | Kolarz                   | Miejsce            |
| 161                | Gianluca Brambilla (ITA) | DNS-6              |
| 162                | Dario Cataldo (ITA)      | DNF-2              |
| 163                | Markus Hoelgaard (NOR)   | 58.                |
| 164                | Alexander Kamp (DEN)     | 63.                |
| 165                | Simon Pellaud (SUI)      | 45.                |
| 166                | Quinn Simmons (USA)      | 44.                |
| 167                | Otto Vergaerde (BEL)     | DNS-5              |

| UAE Team Emirates UAD | UAE Team Emirates UAD | UAE Team Emirates UAD |
| --------------------- | --------------------- | --------------------- |
| Nr                    | Kolarz                | Miejsce               |
| 171                   | Marc Hirschi (SUI)    | DNS-6                 |
| 172                   | Alessandro Covi (ITA) | DNS-6                 |
| 173                   | Diego Ulissi (ITA)    | DNS-6                 |
| 174                   | Rui Costa (POR)       | DNS-6                 |
| 175                   | Marc Soler (ESP)      | DNS-6                 |
| 176                   | Joël Suter (SUI)      | DNS-6                 |
| 177                   | Matteo Trentin (ITA)  | DNS-6                 |

| Alpecin-Fenix AFC | Alpecin-Fenix AFC     | Alpecin-Fenix AFC |
| ----------------- | --------------------- | ----------------- |
| Nr                | Kolarz                | Miejsce           |
| 181               | Silvan Dillier (SUI)  | DNS-6             |
| 182               | Sjoerd Bax (NED)      | DNS-6             |
| 183               | Michael Gogl (AUT)    | DNS-5             |
| 184               | Jimmy Janssens (BEL)  | DNS-6             |
| 185               | Xandro Meurisse (BEL) | DNS-6             |
| 186               | Stefano Oldani (ITA)  | DNS-6             |
| 187               | Jay Vine (AUS)        | DNS-4             |

| Human Powered Health HPM | Human Powered Health HPM | Human Powered Health HPM |
| ------------------------ | ------------------------ | ------------------------ |
| Nr                       | Kolarz                   | Miejsce                  |
| 191                      | Kristian Aasvold (NOR)   | 54.                      |
| 192                      | Chad Haga (USA)          | 68.                      |
| 193                      | Ben King (USA)           | DNS-1                    |
| 194                      | Gavin Mannion (USA)      | 32.                      |
| 195                      | Kyle Murphy (USA)        | DNF-6                    |
| 196                      | Joseph Rosskopf (USA)    | DNF-5                    |
| 197                      | Keegan Swirbul (USA)     | 49.                      |

| TotalEnergies TEN | TotalEnergies TEN         | TotalEnergies TEN |
| ----------------- | ------------------------- | ----------------- |
| Nr                | Kolarz                    | Miejsce           |
| 201               | Maciej Bodnar (POL) (ITT) | DNF-6             |
| 202               | Mathieu Burgaudeau (FRA)  | 17.               |
| 203               | Lorrenzo Manzin (FRA)     | 76.               |
| 204               | Daniel Oss (ITA)          | 69.               |
| 205               | Paul Ourselin (FRA)       | 46.               |
| 206               | Peter Sagan (SVK) (szosa) | DNS-8             |
| 207               | Anthony Turgis (FRA)      | 67.               |

| Szwajcaria SUI | Szwajcaria SUI     | Szwajcaria SUI |
| -------------- | ------------------ | -------------- |
| Nr             | Kolarz             | Miejsce        |
| 211            | Robin Froidevaux   | 70.            |
| 212            | Claudio Imhof      | DNF-6          |
| 213            | Matthias Reutimann | 64.            |
| 214            | Lukas Rüegg        | DNF-7          |
| 215            | Roland Thalmann    | 24.            |
| 216            | Simon Vitzthum     | 57.            |
| 217            | Yannis Voisard     | 35.            |

Legenda: DNF – nie ukończył etapu, OTL – przekroczył limit czasu, DNS – nie wystartował do etapu, DSQ – zdyskwalifikowany. Numer przy skrócie oznacza etap, na którym kolarz opuścił wyścig.

## Wyniki etapów

### Etap 1
| Küsnacht - Küsnacht | pagórkowaty | (178 km) |

| \| Klasyfikacja etapu \| Klasyfikacja etapu \| Klasyfikacja etapu \| Klasyfikacja etapu \| Klasyfikacja etapu \| \| Kolarz \| Kolarz \| Państwo \| Drużyna \| Czas \| \| ------------------ \| --------------------- \| ------------------ \| ---------------------------------- \| ------------------ \| \| 1. \| Stephen Williams \| Wielka Brytania \| Bahrain Victorious \| 4h 16' 51" \| \| 2. \| Maximilian Schachmann \| Niemcy \| Bora-Hansgrohe \| + 0" \| \| 3. \| Andreas Kron \| Dania \| Lotto-Soudal \| + 0" \| \| 4. \| Marc Hirschi \| Szwajcaria \| UAE Team Emirates \| + 0" \| \| 5. \| Aleksiej Łucenko \| Kazachstan \| Astana Qazaqstan Team \| + 0" \| \| 6. \| Ilan Van Wilder \| Belgia \| Quick-Step Alpha Vinyl \| + 0" \| \| 7. \| Stefan Küng \| Szwajcaria \| Groupama-FDJ \| + 0" \| \| 8. \| Sergio Higuita \| Kolumbia \| Bora-Hansgrohe \| + 0" \| \| 9. \| Sepp Kuss \| Stany Zjednoczone \| Jumbo-Visma \| + 0" \| \| 10. \| Domenico Pozzovivo \| Włochy \| Intermarché-Wanty-Gobert Matériaux \| + 0" \| |                       |                   |                                    |            |
| |                       |                   |                                    |            |
| |                       |                   |                                    |            |
| Klasyfikacja etapu |                       |                   |                                    |            |
| Kolarz | Kolarz                | Państwo           | Drużyna                            | Czas       |
| 1. | Stephen Williams      | Wielka Brytania   | Bahrain Victorious                 | 4h 16' 51" |
| 2. | Maximilian Schachmann | Niemcy            | Bora-Hansgrohe                     | + 0"       |
| 3. | Andreas Kron          | Dania             | Lotto-Soudal                       | + 0"       |
| 4. | Marc Hirschi          | Szwajcaria        | UAE Team Emirates                  | + 0"       |
| 5. | Aleksiej Łucenko      | Kazachstan        | Astana Qazaqstan Team              | + 0"       |
| 6. | Ilan Van Wilder       | Belgia            | Quick-Step Alpha Vinyl             | + 0"       |
| 7. | Stefan Küng           | Szwajcaria        | Groupama-FDJ                       | + 0"       |
| 8. | Sergio Higuita        | Kolumbia          | Bora-Hansgrohe                     | + 0"       |
| 9. | Sepp Kuss             | Stany Zjednoczone | Jumbo-Visma                        | + 0"       |
| 10. | Domenico Pozzovivo    | Włochy            | Intermarché-Wanty-Gobert Matériaux | + 0"       |

| \| Klasyfikacja generalna \| Klasyfikacja generalna \| Klasyfikacja generalna \| Klasyfikacja generalna \| Klasyfikacja generalna \| \| Kolarz \| Kolarz \| Państwo \| Drużyna \| Czas \| \| ---------------------- \| ---------------------- \| ---------------------- \| ---------------------------------- \| ---------------------- \| \| 1. \| Stephen Williams \| Wielka Brytania \| Bahrain Victorious \| 4h 16' 41" \| \| 2. \| Maximilian Schachmann \| Niemcy \| Bora-Hansgrohe \| + 4" \| \| 3. \| Andreas Kron \| Dania \| Lotto-Soudal \| + 6" \| \| 4. \| Marc Hirschi \| Szwajcaria \| UAE Team Emirates \| + 10" \| \| 5. \| Aleksiej Łucenko \| Kazachstan \| Astana Qazaqstan Team \| + 10" \| \| 6. \| Ilan Van Wilder \| Belgia \| Quick-Step Alpha Vinyl \| + 10" \| \| 7. \| Stefan Küng \| Szwajcaria \| Groupama-FDJ \| + 10" \| \| 8. \| Sergio Higuita \| Kolumbia \| Bora-Hansgrohe \| + 10" \| \| 9. \| Sepp Kuss \| Stany Zjednoczone \| Jumbo-Visma \| + 10" \| \| 10. \| Domenico Pozzovivo \| Włochy \| Intermarché-Wanty-Gobert Matériaux \| + 10" \| |                       |                   |                                    |            |
| |                       |                   |                                    |            |
| |                       |                   |                                    |            |
| Klasyfikacja generalna |                       |                   |                                    |            |
| Kolarz | Kolarz                | Państwo           | Drużyna                            | Czas       |
| 1. | Stephen Williams      | Wielka Brytania   | Bahrain Victorious                 | 4h 16' 41" |
| 2. | Maximilian Schachmann | Niemcy            | Bora-Hansgrohe                     | + 4"       |
| 3. | Andreas Kron          | Dania             | Lotto-Soudal                       | + 6"       |
| 4. | Marc Hirschi          | Szwajcaria        | UAE Team Emirates                  | + 10"      |
| 5. | Aleksiej Łucenko      | Kazachstan        | Astana Qazaqstan Team              | + 10"      |
| 6. | Ilan Van Wilder       | Belgia            | Quick-Step Alpha Vinyl             | + 10"      |
| 7. | Stefan Küng           | Szwajcaria        | Groupama-FDJ                       | + 10"      |
| 8. | Sergio Higuita        | Kolumbia          | Bora-Hansgrohe                     | + 10"      |
| 9. | Sepp Kuss             | Stany Zjednoczone | Jumbo-Visma                        | + 10"      |
| 10. | Domenico Pozzovivo    | Włochy            | Intermarché-Wanty-Gobert Matériaux | + 10"      |

### Etap 2
| Küsnacht - Aesch | pagórkowaty | (199 km) |

| \| Klasyfikacja etapu \| Klasyfikacja etapu \| Klasyfikacja etapu \| Klasyfikacja etapu \| Klasyfikacja etapu \| \| Kolarz \| Kolarz \| Państwo \| Drużyna \| Czas \| \| ------------------ \| ------------------ \| ------------------ \| ---------------------------------- \| ------------------ \| \| 1. \| Andreas Leknessund \| Norwegia \| Team DSM \| 4h 46' 22" \| \| 2. \| Alberto Bettiol \| Włochy \| EF Education-EasyPost \| + 38" \| \| 3. \| Michael Matthews \| Australia \| BikeExchange-Jayco \| + 38" \| \| 4. \| Andrea Pasqualon \| Włochy \| Intermarché-Wanty-Gobert Matériaux \| + 38" \| \| 5. \| Matteo Trentin \| Włochy \| UAE Team Emirates \| + 38" \| \| 6. \| Nikias Arndt \| Niemcy \| Team DSM \| + 38" \| \| 7. \| Stefan Küng \| Szwajcaria \| Groupama-FDJ \| + 38" \| \| 8. \| Edoardo Zambanini \| Włochy \| Bahrain Victorious \| + 38" \| \| 9. \| Daniel Oss \| Włochy \| TotalEnergies \| + 38" \| \| 10. \| Stefano Oldani \| Włochy \| Alpecin-Fenix \| + 38" \| |                    |            |                                    |            |
| |                    |            |                                    |            |
| |                    |            |                                    |            |
| Klasyfikacja etapu |                    |            |                                    |            |
| Kolarz | Kolarz             | Państwo    | Drużyna                            | Czas       |
| 1. | Andreas Leknessund | Norwegia   | Team DSM                           | 4h 46' 22" |
| 2. | Alberto Bettiol    | Włochy     | EF Education-EasyPost              | + 38"      |
| 3. | Michael Matthews   | Australia  | BikeExchange-Jayco                 | + 38"      |
| 4. | Andrea Pasqualon   | Włochy     | Intermarché-Wanty-Gobert Matériaux | + 38"      |
| 5. | Matteo Trentin     | Włochy     | UAE Team Emirates                  | + 38"      |
| 6. | Nikias Arndt       | Niemcy     | Team DSM                           | + 38"      |
| 7. | Stefan Küng        | Szwajcaria | Groupama-FDJ                       | + 38"      |
| 8. | Edoardo Zambanini  | Włochy     | Bahrain Victorious                 | + 38"      |
| 9. | Daniel Oss         | Włochy     | TotalEnergies                      | + 38"      |
| 10. | Stefano Oldani     | Włochy     | Alpecin-Fenix                      | + 38"      |

| \| Klasyfikacja generalna \| Klasyfikacja generalna \| Klasyfikacja generalna \| Klasyfikacja generalna \| Klasyfikacja generalna \| \| Kolarz \| Kolarz \| Państwo \| Drużyna \| Czas \| \| ---------------------- \| ---------------------- \| ---------------------- \| ---------------------------------- \| ---------------------- \| \| 1. \| Stephen Williams \| Wielka Brytania \| Bahrain Victorious \| 9h 03' 41" \| \| 2. \| Maximilian Schachmann \| Niemcy \| Bora-Hansgrohe \| + 4" \| \| 3. \| Andreas Kron \| Dania \| Lotto-Soudal \| + 6" \| \| 4. \| Andreas Leknessund \| Norwegia \| Team DSM \| + 7" \| \| 5. \| Stefan Küng \| Szwajcaria \| Groupama-FDJ \| + 10" \| \| 6. \| Aleksiej Łucenko \| Kazachstan \| Astana Qazaqstan Team \| + 10" \| \| 7. \| Sepp Kuss \| Stany Zjednoczone \| Jumbo-Visma \| + 10" \| \| 8. \| Marc Hirschi \| Szwajcaria \| UAE Team Emirates \| + 10" \| \| 9. \| Domenico Pozzovivo \| Włochy \| Intermarché-Wanty-Gobert Matériaux \| + 10" \| \| 10. \| Aleksandr Własow \| Rosja \| Bora-Hansgrohe \| + 10" \| |                       |                   |                                    |            |
| |                       |                   |                                    |            |
| |                       |                   |                                    |            |
| Klasyfikacja generalna |                       |                   |                                    |            |
| Kolarz | Kolarz                | Państwo           | Drużyna                            | Czas       |
| 1. | Stephen Williams      | Wielka Brytania   | Bahrain Victorious                 | 9h 03' 41" |
| 2. | Maximilian Schachmann | Niemcy            | Bora-Hansgrohe                     | + 4"       |
| 3. | Andreas Kron          | Dania             | Lotto-Soudal                       | + 6"       |
| 4. | Andreas Leknessund    | Norwegia          | Team DSM                           | + 7"       |
| 5. | Stefan Küng           | Szwajcaria        | Groupama-FDJ                       | + 10"      |
| 6. | Aleksiej Łucenko      | Kazachstan        | Astana Qazaqstan Team              | + 10"      |
| 7. | Sepp Kuss             | Stany Zjednoczone | Jumbo-Visma                        | + 10"      |
| 8. | Marc Hirschi          | Szwajcaria        | UAE Team Emirates                  | + 10"      |
| 9. | Domenico Pozzovivo    | Włochy            | Intermarché-Wanty-Gobert Matériaux | + 10"      |
| 10. | Aleksandr Własow      | Rosja             | Bora-Hansgrohe                     | + 10"      |

### Etap 3
| Aesch - Grenchen | górzysty | (177 km) |

| \| Klasyfikacja etapu \| Klasyfikacja etapu \| Klasyfikacja etapu \| Klasyfikacja etapu \| Klasyfikacja etapu \| \| Kolarz \| Kolarz \| Państwo \| Drużyna \| Czas \| \| ------------------ \| ------------------ \| ------------------ \| ---------------------------------- \| ------------------ \| \| 1. \| Peter Sagan \| Słowacja \| TotalEnergies \| 4h 28' 38" \| \| 2. \| Bryan Coquard \| Francja \| Cofidis \| + 0" \| \| 3. \| Alexander Kristoff \| Norwegia \| Intermarché-Wanty-Gobert Matériaux \| + 0" \| \| 4. \| Thomas Pidcock \| Wielka Brytania \| Ineos Grenadiers \| + 0" \| \| 5. \| Alex Aranburu \| Hiszpania \| Movistar Team \| + 0" \| \| 6. \| Matteo Trentin \| Włochy \| UAE Team Emirates \| + 0" \| \| 7. \| Cees Bol \| Holandia \| Team DSM \| + 0" \| \| 8. \| Michael Matthews \| Australia \| BikeExchange-Jayco \| + 0" \| \| 9. \| Mike Teunissen \| Holandia \| Jumbo-Visma \| + 0" \| \| 10. \| Alberto Bettiol \| Włochy \| EF Education-EasyPost \| + 0" \| |                    |                 |                                    |            |
| |                    |                 |                                    |            |
| |                    |                 |                                    |            |
| Klasyfikacja etapu |                    |                 |                                    |            |
| Kolarz | Kolarz             | Państwo         | Drużyna                            | Czas       |
| 1. | Peter Sagan        | Słowacja        | TotalEnergies                      | 4h 28' 38" |
| 2. | Bryan Coquard      | Francja         | Cofidis                            | + 0"       |
| 3. | Alexander Kristoff | Norwegia        | Intermarché-Wanty-Gobert Matériaux | + 0"       |
| 4. | Thomas Pidcock     | Wielka Brytania | Ineos Grenadiers                   | + 0"       |
| 5. | Alex Aranburu      | Hiszpania       | Movistar Team                      | + 0"       |
| 6. | Matteo Trentin     | Włochy          | UAE Team Emirates                  | + 0"       |
| 7. | Cees Bol           | Holandia        | Team DSM                           | + 0"       |
| 8. | Michael Matthews   | Australia       | BikeExchange-Jayco                 | + 0"       |
| 9. | Mike Teunissen     | Holandia        | Jumbo-Visma                        | + 0"       |
| 10. | Alberto Bettiol    | Włochy          | EF Education-EasyPost              | + 0"       |

| \| Klasyfikacja generalna \| Klasyfikacja generalna \| Klasyfikacja generalna \| Klasyfikacja generalna \| Klasyfikacja generalna \| \| Kolarz \| Kolarz \| Państwo \| Drużyna \| Czas \| \| ---------------------- \| ---------------------- \| ---------------------- \| ---------------------- \| ---------------------- \| \| 1. \| Stephen Williams \| Wielka Brytania \| Bahrain Victorious \| 13h 32' 19" \| \| 2. \| Andreas Kron \| Dania \| Lotto-Soudal \| + 6" \| \| 3. \| Andreas Leknessund \| Norwegia \| Team DSM \| + 7" \| \| 4. \| Geraint Thomas \| Wielka Brytania \| Ineos Grenadiers \| + 7" \| \| 5. \| Stefan Küng \| Szwajcaria \| Groupama-FDJ \| + 10" \| \| 6. \| Sepp Kuss \| Stany Zjednoczone \| Jumbo-Visma \| + 10" \| \| 7. \| Marc Hirschi \| Szwajcaria \| UAE Team Emirates \| + 10" \| \| 8. \| Aleksandr Własow \| Rosja \| Bora-Hansgrohe \| + 10" \| \| 9. \| Jakob Fuglsang \| Dania \| Israel-Premier Tech \| + 10" \| \| 10. \| Adam Yates \| Wielka Brytania \| Ineos Grenadiers \| + 10" \| |                    |                   |                     |             |
| |                    |                   |                     |             |
| |                    |                   |                     |             |
| Klasyfikacja generalna |                    |                   |                     |             |
| Kolarz | Kolarz             | Państwo           | Drużyna             | Czas        |
| 1. | Stephen Williams   | Wielka Brytania   | Bahrain Victorious  | 13h 32' 19" |
| 2. | Andreas Kron       | Dania             | Lotto-Soudal        | + 6"        |
| 3. | Andreas Leknessund | Norwegia          | Team DSM            | + 7"        |
| 4. | Geraint Thomas     | Wielka Brytania   | Ineos Grenadiers    | + 7"        |
| 5. | Stefan Küng        | Szwajcaria        | Groupama-FDJ        | + 10"       |
| 6. | Sepp Kuss          | Stany Zjednoczone | Jumbo-Visma         | + 10"       |
| 7. | Marc Hirschi       | Szwajcaria        | UAE Team Emirates   | + 10"       |
| 8. | Aleksandr Własow   | Rosja             | Bora-Hansgrohe      | + 10"       |
| 9. | Jakob Fuglsang     | Dania             | Israel-Premier Tech | + 10"       |
| 10. | Adam Yates         | Wielka Brytania   | Ineos Grenadiers    | + 10"       |

### Etap 4
| Grenchen - Brunnen | pagórkowaty | (191 km) |

| \| Klasyfikacja etapu \| Klasyfikacja etapu \| Klasyfikacja etapu \| Klasyfikacja etapu \| Klasyfikacja etapu \| \| Kolarz \| Kolarz \| Państwo \| Drużyna \| Czas \| \| ------------------ \| -------------------- \| ------------------ \| --------------------- \| ------------------ \| \| 1. \| Daryl Impey \| Południowa Afryka \| Israel-Premier Tech \| 4h 14' 09" \| \| 2. \| Michael Matthews \| Australia \| BikeExchange-Jayco \| + 0" \| \| 3. \| Søren Kragh Andersen \| Dania \| Team DSM \| + 0" \| \| 4. \| Alberto Bettiol \| Włochy \| EF Education-EasyPost \| + 0" \| \| 5. \| Thomas Pidcock \| Wielka Brytania \| Ineos Grenadiers \| + 0" \| \| 6. \| Alex Aranburu \| Hiszpania \| Movistar Team \| + 0" \| \| 7. \| Felix Großschartner \| Austria \| Bora-Hansgrohe \| + 0" \| \| 8. \| Gianluca Brambilla \| Włochy \| Trek-Segafredo \| + 0" \| \| 9. \| Mathieu Burgaudeau \| Francja \| TotalEnergies \| + 0" \| \| 10. \| Stefan Küng \| Szwajcaria \| Groupama-FDJ \| + 0" \| |                      |                   |                       |            |
| |                      |                   |                       |            |
| |                      |                   |                       |            |
| Klasyfikacja etapu |                      |                   |                       |            |
| Kolarz | Kolarz               | Państwo           | Drużyna               | Czas       |
| 1. | Daryl Impey          | Południowa Afryka | Israel-Premier Tech   | 4h 14' 09" |
| 2. | Michael Matthews     | Australia         | BikeExchange-Jayco    | + 0"       |
| 3. | Søren Kragh Andersen | Dania             | Team DSM              | + 0"       |
| 4. | Alberto Bettiol      | Włochy            | EF Education-EasyPost | + 0"       |
| 5. | Thomas Pidcock       | Wielka Brytania   | Ineos Grenadiers      | + 0"       |
| 6. | Alex Aranburu        | Hiszpania         | Movistar Team         | + 0"       |
| 7. | Felix Großschartner  | Austria           | Bora-Hansgrohe        | + 0"       |
| 8. | Gianluca Brambilla   | Włochy            | Trek-Segafredo        | + 0"       |
| 9. | Mathieu Burgaudeau   | Francja           | TotalEnergies         | + 0"       |
| 10. | Stefan Küng          | Szwajcaria        | Groupama-FDJ          | + 0"       |

| \| Klasyfikacja generalna \| Klasyfikacja generalna \| Klasyfikacja generalna \| Klasyfikacja generalna \| Klasyfikacja generalna \| \| Kolarz \| Kolarz \| Państwo \| Drużyna \| Czas \| \| ---------------------- \| ---------------------- \| ---------------------- \| ---------------------- \| ---------------------- \| \| 1. \| Stephen Williams \| Wielka Brytania \| Bahrain Victorious \| 17h 46' 28" \| \| 2. \| Andreas Kron \| Dania \| Lotto-Soudal \| + 6" \| \| 3. \| Geraint Thomas \| Wielka Brytania \| Ineos Grenadiers \| + 7" \| \| 4. \| Andreas Leknessund \| Norwegia \| Team DSM \| + 7" \| \| 5. \| Stefan Küng \| Szwajcaria \| Groupama-FDJ \| + 10" \| \| 6. \| Marc Hirschi \| Szwajcaria \| UAE Team Emirates \| + 10" \| \| 7. \| Sepp Kuss \| Stany Zjednoczone \| Jumbo-Visma \| + 10" \| \| 8. \| Jakob Fuglsang \| Dania \| Israel-Premier Tech \| + 10" \| \| 9. \| Aleksandr Własow \| Rosja \| Bora-Hansgrohe \| + 10" \| \| 10. \| Adam Yates \| Wielka Brytania \| Ineos Grenadiers \| + 10" \| |                    |                   |                     |             |
| |                    |                   |                     |             |
| |                    |                   |                     |             |
| Klasyfikacja generalna |                    |                   |                     |             |
| Kolarz | Kolarz             | Państwo           | Drużyna             | Czas        |
| 1. | Stephen Williams   | Wielka Brytania   | Bahrain Victorious  | 17h 46' 28" |
| 2. | Andreas Kron       | Dania             | Lotto-Soudal        | + 6"        |
| 3. | Geraint Thomas     | Wielka Brytania   | Ineos Grenadiers    | + 7"        |
| 4. | Andreas Leknessund | Norwegia          | Team DSM            | + 7"        |
| 5. | Stefan Küng        | Szwajcaria        | Groupama-FDJ        | + 10"       |
| 6. | Marc Hirschi       | Szwajcaria        | UAE Team Emirates   | + 10"       |
| 7. | Sepp Kuss          | Stany Zjednoczone | Jumbo-Visma         | + 10"       |
| 8. | Jakob Fuglsang     | Dania             | Israel-Premier Tech | + 10"       |
| 9. | Aleksandr Własow   | Rosja             | Bora-Hansgrohe      | + 10"       |
| 10. | Adam Yates         | Wielka Brytania   | Ineos Grenadiers    | + 10"       |

### Etap 5
| Ambrì - Novazzano | górzysty | (193 km) |

| \| Klasyfikacja etapu \| Klasyfikacja etapu \| Klasyfikacja etapu \| Klasyfikacja etapu \| Klasyfikacja etapu \| \| Kolarz \| Kolarz \| Państwo \| Drużyna \| Czas \| \| ------------------ \| --------------------- \| ------------------ \| --------------------- \| ------------------ \| \| 1. \| Aleksandr Własow \| Rosja \| Bora-Hansgrohe \| 4h 30' 28" \| \| 2. \| Neilson Powless \| Stany Zjednoczone \| EF Education-EasyPost \| + 0" \| \| 3. \| Jakob Fuglsang \| Dania \| Israel-Premier Tech \| + 0" \| \| 4. \| Geraint Thomas \| Wielka Brytania \| Ineos Grenadiers \| + 0" \| \| 5. \| Diego Ulissi \| Włochy \| UAE Team Emirates \| + 5" \| \| 6. \| Felix Großschartner \| Austria \| Bora-Hansgrohe \| + 6" \| \| 7. \| Stefan Küng \| Szwajcaria \| Groupama-FDJ \| + 6" \| \| 8. \| Sergio Higuita \| Kolumbia \| Bora-Hansgrohe \| + 6" \| \| 9. \| Maximilian Schachmann \| Niemcy \| Bora-Hansgrohe \| + 6" \| \| 10. \| Sébastien Reichenbach \| Szwajcaria \| Groupama-FDJ \| + 9" \| |                       |                   |                       |            |
| |                       |                   |                       |            |
| |                       |                   |                       |            |
| Klasyfikacja etapu |                       |                   |                       |            |
| Kolarz | Kolarz                | Państwo           | Drużyna               | Czas       |
| 1. | Aleksandr Własow      | Rosja             | Bora-Hansgrohe        | 4h 30' 28" |
| 2. | Neilson Powless       | Stany Zjednoczone | EF Education-EasyPost | + 0"       |
| 3. | Jakob Fuglsang        | Dania             | Israel-Premier Tech   | + 0"       |
| 4. | Geraint Thomas        | Wielka Brytania   | Ineos Grenadiers      | + 0"       |
| 5. | Diego Ulissi          | Włochy            | UAE Team Emirates     | + 5"       |
| 6. | Felix Großschartner   | Austria           | Bora-Hansgrohe        | + 6"       |
| 7. | Stefan Küng           | Szwajcaria        | Groupama-FDJ          | + 6"       |
| 8. | Sergio Higuita        | Kolumbia          | Bora-Hansgrohe        | + 6"       |
| 9. | Maximilian Schachmann | Niemcy            | Bora-Hansgrohe        | + 6"       |
| 10. | Sébastien Reichenbach | Szwajcaria        | Groupama-FDJ          | + 9"       |

| \| Klasyfikacja generalna \| Klasyfikacja generalna \| Klasyfikacja generalna \| Klasyfikacja generalna \| Klasyfikacja generalna \| \| Kolarz \| Kolarz \| Państwo \| Drużyna \| Czas \| \| ---------------------- \| ---------------------- \| ---------------------- \| ---------------------- \| ---------------------- \| \| 1. \| Aleksandr Własow \| Rosja \| Bora-Hansgrohe \| 22h 16' 56" \| \| 2. \| Jakob Fuglsang \| Dania \| Israel-Premier Tech \| + 6" \| \| 3. \| Geraint Thomas \| Wielka Brytania \| Ineos Grenadiers \| + 7" \| \| 4. \| Andreas Kron \| Dania \| Lotto-Soudal \| + 14" \| \| 5. \| Stefan Küng \| Szwajcaria \| Groupama-FDJ \| + 16" \| \| 6. \| Sergio Higuita \| Kolumbia \| Bora-Hansgrohe \| + 16" \| \| 7. \| Neilson Powless \| Stany Zjednoczone \| EF Education-EasyPost \| + 28" \| \| 8. \| Felix Großschartner \| Austria \| Bora-Hansgrohe \| + 40" \| \| 9. \| Sébastien Reichenbach \| Szwajcaria \| Groupama-FDJ \| + 43" \| \| 10. \| Andreas Leknessund \| Norwegia \| Team DSM \| + 44" \| |                       |                   |                       |             |
| |                       |                   |                       |             |
| |                       |                   |                       |             |
| Klasyfikacja generalna |                       |                   |                       |             |
| Kolarz | Kolarz                | Państwo           | Drużyna               | Czas        |
| 1. | Aleksandr Własow      | Rosja             | Bora-Hansgrohe        | 22h 16' 56" |
| 2. | Jakob Fuglsang        | Dania             | Israel-Premier Tech   | + 6"        |
| 3. | Geraint Thomas        | Wielka Brytania   | Ineos Grenadiers      | + 7"        |
| 4. | Andreas Kron          | Dania             | Lotto-Soudal          | + 14"       |
| 5. | Stefan Küng           | Szwajcaria        | Groupama-FDJ          | + 16"       |
| 6. | Sergio Higuita        | Kolumbia          | Bora-Hansgrohe        | + 16"       |
| 7. | Neilson Powless       | Stany Zjednoczone | EF Education-EasyPost | + 28"       |
| 8. | Felix Großschartner   | Austria           | Bora-Hansgrohe        | + 40"       |
| 9. | Sébastien Reichenbach | Szwajcaria        | Groupama-FDJ          | + 43"       |
| 10. | Andreas Leknessund    | Norwegia          | Team DSM              | + 44"       |

### Etap 6
| Locarno - Moosalp | górski | (180 km) |

| \| Klasyfikacja etapu \| Klasyfikacja etapu \| Klasyfikacja etapu \| Klasyfikacja etapu \| Klasyfikacja etapu \| \| Kolarz \| Kolarz \| Państwo \| Drużyna \| Czas \| \| ------------------ \| ------------------- \| ------------------ \| ---------------------- \| ------------------ \| \| 1. \| Nico Denz \| Niemcy \| Team DSM \| 5h 11' 14" \| \| 2. \| Clément Champoussin \| Francja \| AG2R Citroën Team \| + 0" \| \| 3. \| José Herrada \| Hiszpania \| Cofidis \| + 0" \| \| 4. \| Quinn Simmons \| Stany Zjednoczone \| Trek-Segafredo \| + 0" \| \| 5. \| Fausto Masnada \| Włochy \| Quick-Step Alpha Vinyl \| + 11" \| \| 6. \| Quentin Pacher \| Francja \| Groupama-FDJ \| + 1' 33" \| \| 7. \| Roland Thalmann \| Szwajcaria \| Team Vorarlberg \| + 3' 26" \| \| 8. \| Geraint Thomas \| Wielka Brytania \| Ineos Grenadiers \| + 2' 14" \| \| 9. \| Sergio Higuita \| Kolumbia \| Bora-Hansgrohe \| + 2' 14" \| \| 10. \| Jakob Fuglsang \| Dania \| Israel-Premier Tech \| + 2' 14" \| |                     |                   |                        |            |
| |                     |                   |                        |            |
| |                     |                   |                        |            |
| Klasyfikacja etapu |                     |                   |                        |            |
| Kolarz | Kolarz              | Państwo           | Drużyna                | Czas       |
| 1. | Nico Denz           | Niemcy            | Team DSM               | 5h 11' 14" |
| 2. | Clément Champoussin | Francja           | AG2R Citroën Team      | + 0"       |
| 3. | José Herrada        | Hiszpania         | Cofidis                | + 0"       |
| 4. | Quinn Simmons       | Stany Zjednoczone | Trek-Segafredo         | + 0"       |
| 5. | Fausto Masnada      | Włochy            | Quick-Step Alpha Vinyl | + 11"      |
| 6. | Quentin Pacher      | Francja           | Groupama-FDJ           | + 1' 33"   |
| 7. | Roland Thalmann     | Szwajcaria        | Team Vorarlberg        | + 3' 26"   |
| 8. | Geraint Thomas      | Wielka Brytania   | Ineos Grenadiers       | + 2' 14"   |
| 9. | Sergio Higuita      | Kolumbia          | Bora-Hansgrohe         | + 2' 14"   |
| 10. | Jakob Fuglsang      | Dania             | Israel-Premier Tech    | + 2' 14"   |

| \| Klasyfikacja generalna \| Klasyfikacja generalna \| Klasyfikacja generalna \| Klasyfikacja generalna \| Klasyfikacja generalna \| \| Kolarz \| Kolarz \| Państwo \| Drużyna \| Czas \| \| ---------------------- \| ---------------------- \| ---------------------- \| ---------------------------------- \| ---------------------- \| \| 1. \| Jakob Fuglsang \| Dania \| Israel-Premier Tech \| 27h 30' 30" \| \| 2. \| Geraint Thomas \| Wielka Brytania \| Ineos Grenadiers \| + 1" \| \| 3. \| Sergio Higuita \| Kolumbia \| Bora-Hansgrohe \| + 10" \| \| 4. \| Neilson Powless \| Stany Zjednoczone \| EF Education-EasyPost \| + 26" \| \| 5. \| Felix Großschartner \| Austria \| Bora-Hansgrohe \| + 34" \| \| 6. \| Andreas Leknessund \| Norwegia \| Team DSM \| + 46" \| \| 7. \| Stefan Küng \| Szwajcaria \| Groupama-FDJ \| + 49" \| \| 8. \| Andreas Kron \| Dania \| Lotto-Soudal \| + 1' 00" \| \| 9. \| Domenico Pozzovivo \| Włochy \| Intermarché-Wanty-Gobert Matériaux \| + 1' 07" \| \| 10. \| Sébastien Reichenbach \| Szwajcaria \| Groupama-FDJ \| + 1' 29" \| |                       |                   |                                    |             |
| |                       |                   |                                    |             |
| |                       |                   |                                    |             |
| Klasyfikacja generalna |                       |                   |                                    |             |
| Kolarz | Kolarz                | Państwo           | Drużyna                            | Czas        |
| 1. | Jakob Fuglsang        | Dania             | Israel-Premier Tech                | 27h 30' 30" |
| 2. | Geraint Thomas        | Wielka Brytania   | Ineos Grenadiers                   | + 1"        |
| 3. | Sergio Higuita        | Kolumbia          | Bora-Hansgrohe                     | + 10"       |
| 4. | Neilson Powless       | Stany Zjednoczone | EF Education-EasyPost              | + 26"       |
| 5. | Felix Großschartner   | Austria           | Bora-Hansgrohe                     | + 34"       |
| 6. | Andreas Leknessund    | Norwegia          | Team DSM                           | + 46"       |
| 7. | Stefan Küng           | Szwajcaria        | Groupama-FDJ                       | + 49"       |
| 8. | Andreas Kron          | Dania             | Lotto-Soudal                       | + 1' 00"    |
| 9. | Domenico Pozzovivo    | Włochy            | Intermarché-Wanty-Gobert Matériaux | + 1' 07"    |
| 10. | Sébastien Reichenbach | Szwajcaria        | Groupama-FDJ                       | + 1' 29"    |

### Etap 7
| Ambrì - Malbun | górski | (196 km) |

| \| Klasyfikacja etapu \| Klasyfikacja etapu \| Klasyfikacja etapu \| Klasyfikacja etapu \| Klasyfikacja etapu \| \| Kolarz \| Kolarz \| Państwo \| Drużyna \| Czas \| \| ------------------ \| --------------------- \| ------------------ \| ---------------------------------- \| ------------------ \| \| 1. \| Thibaut Pinot \| Francja \| Groupama-FDJ \| 5h 06' 39" \| \| 2. \| Óscar Rodríguez \| Hiszpania \| Movistar Team \| + 25" \| \| 3. \| Aleksiej Łucenko \| Kazachstan \| Astana Qazaqstan Team \| + 38" \| \| 4. \| Sergio Higuita \| Kolumbia \| Bora-Hansgrohe \| + 1' 19" \| \| 5. \| Geraint Thomas \| Wielka Brytania \| Ineos Grenadiers \| + 1' 30" \| \| 6. \| Nicolas Prodhomme \| Francja \| AG2R Citroën Team \| + 1' 40" \| \| 7. \| Jakob Fuglsang \| Dania \| Israel-Premier Tech \| + 1' 48" \| \| 8. \| Domenico Pozzovivo \| Włochy \| Intermarché-Wanty-Gobert Matériaux \| + 1' 59" \| \| 9. \| Sébastien Reichenbach \| Szwajcaria \| Groupama-FDJ \| + 2' 09" \| \| 10. \| Neilson Powless \| Stany Zjednoczone \| EF Education-EasyPost \| + 2' 19" \| |                       |                   |                                    |            |
| |                       |                   |                                    |            |
| |                       |                   |                                    |            |
| Klasyfikacja etapu |                       |                   |                                    |            |
| Kolarz | Kolarz                | Państwo           | Drużyna                            | Czas       |
| 1. | Thibaut Pinot         | Francja           | Groupama-FDJ                       | 5h 06' 39" |
| 2. | Óscar Rodríguez       | Hiszpania         | Movistar Team                      | + 25"      |
| 3. | Aleksiej Łucenko      | Kazachstan        | Astana Qazaqstan Team              | + 38"      |
| 4. | Sergio Higuita        | Kolumbia          | Bora-Hansgrohe                     | + 1' 19"   |
| 5. | Geraint Thomas        | Wielka Brytania   | Ineos Grenadiers                   | + 1' 30"   |
| 6. | Nicolas Prodhomme     | Francja           | AG2R Citroën Team                  | + 1' 40"   |
| 7. | Jakob Fuglsang        | Dania             | Israel-Premier Tech                | + 1' 48"   |
| 8. | Domenico Pozzovivo    | Włochy            | Intermarché-Wanty-Gobert Matériaux | + 1' 59"   |
| 9. | Sébastien Reichenbach | Szwajcaria        | Groupama-FDJ                       | + 2' 09"   |
| 10. | Neilson Powless       | Stany Zjednoczone | EF Education-EasyPost              | + 2' 19"   |

| \| Klasyfikacja generalna \| Klasyfikacja generalna \| Klasyfikacja generalna \| Klasyfikacja generalna \| Klasyfikacja generalna \| \| Kolarz \| Kolarz \| Państwo \| Drużyna \| Czas \| \| ---------------------- \| ---------------------- \| ---------------------- \| ---------------------------------- \| ---------------------- \| \| 1. \| Sergio Higuita \| Kolumbia \| Bora-Hansgrohe \| 32h 38' 38" \| \| 2. \| Geraint Thomas \| Wielka Brytania \| Ineos Grenadiers \| + 2" \| \| 3. \| Jakob Fuglsang \| Dania \| Israel-Premier Tech \| + 19" \| \| 4. \| Neilson Powless \| Stany Zjednoczone \| EF Education-EasyPost \| + 1' 16" \| \| 5. \| Domenico Pozzovivo \| Włochy \| Intermarché-Wanty-Gobert Matériaux \| + 1' 37" \| \| 6. \| Sébastien Reichenbach \| Szwajcaria \| Groupama-FDJ \| + 2' 09" \| \| 7. \| Stefan Küng \| Szwajcaria \| Groupama-FDJ \| + 2' 19" \| \| 8. \| Bob Jungels \| Luksemburg \| AG2R Citroën Team \| + 2' 31" \| \| 9. \| Felix Großschartner \| Austria \| Bora-Hansgrohe \| + 2' 47" \| \| 10. \| Andreas Leknessund \| Norwegia \| Team DSM \| + 2' 59" \| |                       |                   |                                    |             |
| |                       |                   |                                    |             |
| |                       |                   |                                    |             |
| Klasyfikacja generalna |                       |                   |                                    |             |
| Kolarz | Kolarz                | Państwo           | Drużyna                            | Czas        |
| 1. | Sergio Higuita        | Kolumbia          | Bora-Hansgrohe                     | 32h 38' 38" |
| 2. | Geraint Thomas        | Wielka Brytania   | Ineos Grenadiers                   | + 2"        |
| 3. | Jakob Fuglsang        | Dania             | Israel-Premier Tech                | + 19"       |
| 4. | Neilson Powless       | Stany Zjednoczone | EF Education-EasyPost              | + 1' 16"    |
| 5. | Domenico Pozzovivo    | Włochy            | Intermarché-Wanty-Gobert Matériaux | + 1' 37"    |
| 6. | Sébastien Reichenbach | Szwajcaria        | Groupama-FDJ                       | + 2' 09"    |
| 7. | Stefan Küng           | Szwajcaria        | Groupama-FDJ                       | + 2' 19"    |
| 8. | Bob Jungels           | Luksemburg        | AG2R Citroën Team                  | + 2' 31"    |
| 9. | Felix Großschartner   | Austria           | Bora-Hansgrohe                     | + 2' 47"    |
| 10. | Andreas Leknessund    | Norwegia          | Team DSM                           | + 2' 59"    |

### Etap 8
| Vaduz - Vaduz | jazda indywidualna na czas | (25,6 km) |

| \| Klasyfikacja etapu \| Klasyfikacja etapu \| Klasyfikacja etapu \| Klasyfikacja etapu \| Klasyfikacja etapu \| \| Kolarz \| Kolarz \| Państwo \| Drużyna \| Czas \| \| ------------------ \| ---------------------- \| ------------------ \| ---------------------- \| ------------------ \| \| 1. \| Remco Evenepoel \| Belgia \| Quick-Step Alpha Vinyl \| 28' 26" \| \| 2. \| Geraint Thomas \| Wielka Brytania \| Ineos Grenadiers \| + 3" \| \| 3. \| Stefan Küng \| Szwajcaria \| Groupama-FDJ \| + 11" \| \| 4. \| Daniel Felipe Martínez \| Kolumbia \| Ineos Grenadiers \| + 28" \| \| 5. \| Bob Jungels \| Luksemburg \| AG2R Citroën Team \| + 33" \| \| 6. \| Maximilian Schachmann \| Niemcy \| Bora-Hansgrohe \| + 39" \| \| 7. \| Felix Großschartner \| Austria \| Bora-Hansgrohe \| + 55" \| \| 8. \| Neilson Powless \| Stany Zjednoczone \| EF Education-EasyPost \| + 59" \| \| 9. \| Jakob Fuglsang \| Dania \| Israel-Premier Tech \| + 1' 02" \| \| 10. \| Dylan van Baarle \| Holandia \| Ineos Grenadiers \| + 1' 05" \| |                        |                   |                        |          |
| |                        |                   |                        |          |
| |                        |                   |                        |          |
| Klasyfikacja etapu |                        |                   |                        |          |
| Kolarz | Kolarz                 | Państwo           | Drużyna                | Czas     |
| 1. | Remco Evenepoel        | Belgia            | Quick-Step Alpha Vinyl | 28' 26"  |
| 2. | Geraint Thomas         | Wielka Brytania   | Ineos Grenadiers       | + 3"     |
| 3. | Stefan Küng            | Szwajcaria        | Groupama-FDJ           | + 11"    |
| 4. | Daniel Felipe Martínez | Kolumbia          | Ineos Grenadiers       | + 28"    |
| 5. | Bob Jungels            | Luksemburg        | AG2R Citroën Team      | + 33"    |
| 6. | Maximilian Schachmann  | Niemcy            | Bora-Hansgrohe         | + 39"    |
| 7. | Felix Großschartner    | Austria           | Bora-Hansgrohe         | + 55"    |
| 8. | Neilson Powless        | Stany Zjednoczone | EF Education-EasyPost  | + 59"    |
| 9. | Jakob Fuglsang         | Dania             | Israel-Premier Tech    | + 1' 02" |
| 10. | Dylan van Baarle       | Holandia          | Ineos Grenadiers       | + 1' 05" |

## Klasyfikacje

### Klasyfikacja generalna
| \| Klasyfikacja generalna \| Klasyfikacja generalna \| Klasyfikacja generalna \| Klasyfikacja generalna \| Klasyfikacja generalna \| \| Kolarz \| Kolarz \| Państwo \| Drużyna \| Czas \| \| ---------------------- \| ---------------------- \| ---------------------- \| ---------------------------------- \| ---------------------- \| \| 1. \| Geraint Thomas \| Wielka Brytania \| Ineos Grenadiers \| 33h 07' 09" \| \| 2. \| Sergio Higuita \| Kolumbia \| Bora-Hansgrohe \| + 1' 12" \| \| 3. \| Jakob Fuglsang \| Dania \| Israel-Premier Tech \| + 1' 16" \| \| 4. \| Neilson Powless \| Stany Zjednoczone \| EF Education-EasyPost \| + 2' 10" \| \| 5. \| Stefan Küng \| Szwajcaria \| Groupama-FDJ \| + 2' 25" \| \| 6. \| Bob Jungels \| Luksemburg \| AG2R Citroën Team \| + 2' 59" \| \| 7. \| Felix Großschartner \| Austria \| Bora-Hansgrohe \| + 3' 37" \| \| 8. \| Daniel Felipe Martínez \| Kolumbia \| Ineos Grenadiers \| + 3' 39" \| \| 9. \| Domenico Pozzovivo \| Włochy \| Intermarché-Wanty-Gobert Matériaux \| + 3' 42" \| \| 10. \| Maximilian Schachmann \| Niemcy \| Bora-Hansgrohe \| + 3' 45" \| |                        |                   |                                    |             |
| |                        |                   |                                    |             |
| Źródło: ProCyclingStats |                        |                   |                                    |             |
| Klasyfikacja generalna |                        |                   |                                    |             |
| Kolarz | Kolarz                 | Państwo           | Drużyna                            | Czas        |
| 1. | Geraint Thomas         | Wielka Brytania   | Ineos Grenadiers                   | 33h 07' 09" |
| 2. | Sergio Higuita         | Kolumbia          | Bora-Hansgrohe                     | + 1' 12"    |
| 3. | Jakob Fuglsang         | Dania             | Israel-Premier Tech                | + 1' 16"    |
| 4. | Neilson Powless        | Stany Zjednoczone | EF Education-EasyPost              | + 2' 10"    |
| 5. | Stefan Küng            | Szwajcaria        | Groupama-FDJ                       | + 2' 25"    |
| 6. | Bob Jungels            | Luksemburg        | AG2R Citroën Team                  | + 2' 59"    |
| 7. | Felix Großschartner    | Austria           | Bora-Hansgrohe                     | + 3' 37"    |
| 8. | Daniel Felipe Martínez | Kolumbia          | Ineos Grenadiers                   | + 3' 39"    |
| 9. | Domenico Pozzovivo     | Włochy            | Intermarché-Wanty-Gobert Matériaux | + 3' 42"    |
| 10. | Maximilian Schachmann  | Niemcy            | Bora-Hansgrohe                     | + 3' 45"    |

| Klasyfikacja punktowa | Klasyfikacja punktowa | Klasyfikacja punktowa | Klasyfikacja punktowa  | Klasyfikacja punktowa |
| Kolarz                | Kolarz                | Państwo               | Drużyna                | Punkty                |
| --------------------- | --------------------- | --------------------- | ---------------------- | --------------------- |
| 1.                    | Michael Matthews      | Australia             | BikeExchange-Jayco     | 30 pkt                |
| 2.                    | Andreas Leknessund    | Norwegia              | Team DSM               | 20 pkt                |
| 3.                    | Quinn Simmons         | Stany Zjednoczone     | Trek-Segafredo         | 18 pkt                |
| 4.                    | Geraint Thomas        | Wielka Brytania       | Ineos Grenadiers       | 18 pkt                |
| 5.                    | Thibaut Pinot         | Francja               | Groupama-FDJ           | 13 pkt                |
| 6.                    | Remco Evenepoel       | Belgia                | Quick-Step Alpha Vinyl | 12 pkt                |
| 7.                    | Nico Denz             | Niemcy                | Team DSM               | 12 pkt                |
| 8.                    | Matthew Holmes        | Wielka Brytania       | Lotto-Soudal           | 12 pkt                |
| 9.                    | Maximilian Schachmann | Niemcy                | Bora-Hansgrohe         | 10 pkt                |
| 10.                   | Clément Champoussin   | Francja               | AG2R Citroën Team      | 9 pkt                 |

| Klasyfikacja punktowa | Klasyfikacja punktowa | Klasyfikacja punktowa | Klasyfikacja punktowa  | Klasyfikacja punktowa |
| Kolarz                | Kolarz                | Państwo               | Drużyna                | Punkty                |
| --------------------- | --------------------- | --------------------- | ---------------------- | --------------------- |
| 1.                    | Michael Matthews      | Australia             | BikeExchange-Jayco     | 30 pkt                |
| 2.                    | Andreas Leknessund    | Norwegia              | Team DSM               | 20 pkt                |
| 3.                    | Quinn Simmons         | Stany Zjednoczone     | Trek-Segafredo         | 18 pkt                |
| 4.                    | Geraint Thomas        | Wielka Brytania       | Ineos Grenadiers       | 18 pkt                |
| 5.                    | Thibaut Pinot         | Francja               | Groupama-FDJ           | 13 pkt                |
| 6.                    | Remco Evenepoel       | Belgia                | Quick-Step Alpha Vinyl | 12 pkt                |
| 7.                    | Nico Denz             | Niemcy                | Team DSM               | 12 pkt                |
| 8.                    | Matthew Holmes        | Wielka Brytania       | Lotto-Soudal           | 12 pkt                |
| 9.                    | Maximilian Schachmann | Niemcy                | Bora-Hansgrohe         | 10 pkt                |
| 10.                   | Clément Champoussin   | Francja               | AG2R Citroën Team      | 9 pkt                 |

| Klasyfikacja górska | Klasyfikacja górska | Klasyfikacja górska | Klasyfikacja górska    | Klasyfikacja górska |
| Kolarz              | Kolarz              | Państwo             | Drużyna                | Punkty              |
| ------------------- | ------------------- | ------------------- | ---------------------- | ------------------- |
| 1.                  | Quinn Simmons       | Stany Zjednoczone   | Trek-Segafredo         | 60 pkt              |
| 2.                  | Fausto Masnada      | Włochy              | Quick-Step Alpha Vinyl | 31 pkt              |
| 3.                  | Thibaut Pinot       | Francja             | Groupama-FDJ           | 28 pkt              |
| 4.                  | Nico Denz           | Niemcy              | Team DSM               | 20 pkt              |
| 5.                  | Óscar Rodríguez     | Hiszpania           | Movistar Team          | 16 pkt              |
| 6.                  | Clément Champoussin | Francja             | AG2R Citroën Team      | 15 pkt              |
| 7.                  | Clément Berthet     | Francja             | AG2R Citroën Team      | 14 pkt              |
| 8.                  | Philippe Gilbert    | Belgia              | Lotto-Soudal           | 12 pkt              |
| 9.                  | Andreas Leknessund  | Norwegia            | Team DSM               | 10 pkt              |
| 10.                 | Alexander Kamp      | Dania               | Trek-Segafredo         | 10 pkt              |

| Klasyfikacja górska | Klasyfikacja górska | Klasyfikacja górska | Klasyfikacja górska    | Klasyfikacja górska |
| Kolarz              | Kolarz              | Państwo             | Drużyna                | Punkty              |
| ------------------- | ------------------- | ------------------- | ---------------------- | ------------------- |
| 1.                  | Quinn Simmons       | Stany Zjednoczone   | Trek-Segafredo         | 60 pkt              |
| 2.                  | Fausto Masnada      | Włochy              | Quick-Step Alpha Vinyl | 31 pkt              |
| 3.                  | Thibaut Pinot       | Francja             | Groupama-FDJ           | 28 pkt              |
| 4.                  | Nico Denz           | Niemcy              | Team DSM               | 20 pkt              |
| 5.                  | Óscar Rodríguez     | Hiszpania           | Movistar Team          | 16 pkt              |
| 6.                  | Clément Champoussin | Francja             | AG2R Citroën Team      | 15 pkt              |
| 7.                  | Clément Berthet     | Francja             | AG2R Citroën Team      | 14 pkt              |
| 8.                  | Philippe Gilbert    | Belgia              | Lotto-Soudal           | 12 pkt              |
| 9.                  | Andreas Leknessund  | Norwegia            | Team DSM               | 10 pkt              |
| 10.                 | Alexander Kamp      | Dania               | Trek-Segafredo         | 10 pkt              |

| Klasyfikacja młodzieżowa | Klasyfikacja młodzieżowa | Klasyfikacja młodzieżowa | Klasyfikacja młodzieżowa | Klasyfikacja młodzieżowa |
| Kolarz                   | Kolarz                   | Państwo                  | Drużyna                  | Czas                     |
| ------------------------ | ------------------------ | ------------------------ | ------------------------ | ------------------------ |
| 1.                       | Sergio Higuita           | Kolumbia                 | Bora-Hansgrohe           | 33h 08' 21"              |
| 2.                       | Remco Evenepoel          | Belgia                   | Quick-Step Alpha Vinyl   | + 2' 52"                 |
| 3.                       | Andreas Leknessund       | Norwegia                 | Team DSM                 | + 3' 14"                 |
| 4.                       | Andreas Kron             | Dania                    | Lotto-Soudal             | + 5' 55"                 |
| 5.                       | Mathieu Burgaudeau       | Francja                  | TotalEnergies            | + 7' 25"                 |
| 6.                       | Clément Berthet          | Francja                  | AG2R Citroën Team        | + 19' 40"                |
| 7.                       | Clément Champoussin      | Francja                  | AG2R Citroën Team        | + 30' 03"                |
| 8.                       | Sylvain Moniquet         | Belgia                   | Lotto-Soudal             | + 39' 23"                |
| 9.                       | Yannis Voisard           | Szwajcaria               | Szwajcaria               | + 44' 45"                |
| 10.                      | Nicolas Prodhomme        | Francja                  | AG2R Citroën Team        | + 48' 19"                |

| Klasyfikacja młodzieżowa | Klasyfikacja młodzieżowa | Klasyfikacja młodzieżowa | Klasyfikacja młodzieżowa | Klasyfikacja młodzieżowa |
| Kolarz                   | Kolarz                   | Państwo                  | Drużyna                  | Czas                     |
| ------------------------ | ------------------------ | ------------------------ | ------------------------ | ------------------------ |
| 1.                       | Sergio Higuita           | Kolumbia                 | Bora-Hansgrohe           | 33h 08' 21"              |
| 2.                       | Remco Evenepoel          | Belgia                   | Quick-Step Alpha Vinyl   | + 2' 52"                 |
| 3.                       | Andreas Leknessund       | Norwegia                 | Team DSM                 | + 3' 14"                 |
| 4.                       | Andreas Kron             | Dania                    | Lotto-Soudal             | + 5' 55"                 |
| 5.                       | Mathieu Burgaudeau       | Francja                  | TotalEnergies            | + 7' 25"                 |
| 6.                       | Clément Berthet          | Francja                  | AG2R Citroën Team        | + 19' 40"                |
| 7.                       | Clément Champoussin      | Francja                  | AG2R Citroën Team        | + 30' 03"                |
| 8.                       | Sylvain Moniquet         | Belgia                   | Lotto-Soudal             | + 39' 23"                |
| 9.                       | Yannis Voisard           | Szwajcaria               | Szwajcaria               | + 44' 45"                |
| 10.                      | Nicolas Prodhomme        | Francja                  | AG2R Citroën Team        | + 48' 19"                |

| Klasyfikacja drużynowa | Klasyfikacja drużynowa | Klasyfikacja drużynowa | Klasyfikacja drużynowa |
| Drużyna                | Drużyna                | Państwo                | Czas                   |
| ---------------------- | ---------------------- | ---------------------- | ---------------------- |
| 1.                     | Bora-Hansgrohe         | Niemcy                 | 99h 28' 46"            |
| 2.                     | Groupama-FDJ           | Francja                | + 1' 07"               |
| 3.                     | AG2R Citroën Team      | Francja                | + 17' 22"              |
| 4.                     | Ineos Grenadiers       | Wielka Brytania        | + 31' 30"              |
| 5.                     | Quick-Step Alpha Vinyl | Belgia                 | + 38' 35"              |

| Klasyfikacja drużynowa | Klasyfikacja drużynowa | Klasyfikacja drużynowa | Klasyfikacja drużynowa |
| Drużyna                | Drużyna                | Państwo                | Czas                   |
| ---------------------- | ---------------------- | ---------------------- | ---------------------- |
| 1.                     | Bora-Hansgrohe         | Niemcy                 | 99h 28' 46"            |
| 2.                     | Groupama-FDJ           | Francja                | + 1' 07"               |
| 3.                     | AG2R Citroën Team      | Francja                | + 17' 22"              |
| 4.                     | Ineos Grenadiers       | Wielka Brytania        | + 31' 30"              |
| 5.                     | Quick-Step Alpha Vinyl | Belgia                 | + 38' 35"              |

### Liderzy klasyfikacji
| Etap   |                            | Pierwsze miejsce _ | Klasyfikacja generalna | Punktowa           | Górska        | Młodzieżowa    | Drużynowa      |
| ------ | -------------------------- | ------------------ | ---------------------- | ------------------ | ------------- | -------------- | -------------- |
| 1      | pagórkowaty                | Stephen Williams   | Stephen Williams       | Stephen Williams   | Quinn Simmons | Andreas Kron   | Bora-Hansgrohe |
| 2      | pagórkowaty                | Andreas Leknessund | Stephen Williams       | Andreas Leknessund | Quinn Simmons | Andreas Kron   | Bora-Hansgrohe |
| 3      | górzysty                   | Peter Sagan        | Stephen Williams       | Andreas Leknessund | Quinn Simmons | Andreas Kron   | Bora-Hansgrohe |
| 4      | pagórkowaty                | Daryl Impey        | Stephen Williams       | Andreas Leknessund | Quinn Simmons | Andreas Kron   | Bora-Hansgrohe |
| 5      | górzysty                   | Aleksandr Własow   | Aleksandr Własow       | Andreas Leknessund | Quinn Simmons | Andreas Kron   | Bora-Hansgrohe |
| 6      | górski                     | Nico Denz          | Jakob Fuglsang         | Michael Matthews   | Quinn Simmons | Sergio Higuita | Bora-Hansgrohe |
| 7      | górski                     | Thibaut Pinot      | Sergio Higuita         | Michael Matthews   | Quinn Simmons | Sergio Higuita | Groupama-FDJ   |
| 8      | jazda indywidualna na czas | Remco Evenepoel    | Geraint Thomas         | Michael Matthews   | Quinn Simmons | Sergio Higuita | Bora-Hansgrohe |
| Koniec | Koniec                     |                    | Geraint Thomas         | Michael Matthews   | Quinn Simmons | Sergio Higuita | Bora-Hansgrohe |